# Franz Christoph von Somnitz
Franz Christoph von Somnitz (* 18. Mai 1742 in Charbrow; † 29. Juli 1829) war ein deutscher Gutsbesitzer und Landrat.
Er war ein Angehöriger der adligen pommerschen Familie Somnitz. Sein Vater Christoph Somnitz (* 1714; † 1766) war im Land Lauenburg begütert und trug den seit 1655 in der Familie erblichen Titel eines Erbkämmerers von Hinterpommern, seine Mutter war eine geborene von Weiher.
Franz Christoph von Somnitz trat in den Militärdienst des Königreichs Polen, wo er bis zum Hauptmann aufstieg und bei seinem Abschied sogar den Charakter eines Oberstleutnants erhielt. Nach seinem Abschied bewirtschaftete er das Gut Bebbrow, später auch das Gut Jatzkow, beide im Land Lauenburg gelegen. Auch fiel der Titel des Erbkämmerers von Hinterpommern an ihn.
Im Jahre 1794 wurde er als Nachfolger von Georg Christoph von Wussow zum Landrat des Kreises Lauenburg-Bütow gewählt und übte das Amt aus, bis er im Jahre 1800 seinen Abschied nahm. Sein Nachfolger als Landrat wurde Ernst Carl Ludwig von Weiher. Franz Christoph von Somnitz wurde zuletzt 1801 als Gutsherr auf Bebbrow genannt.
Er war seit 1774 mit Anna Franziska Renata von Wussow (1749–1800) vermählt und hatte mit ihr wenigstens die Söhne Franz und Karl.